# آنتوزا (آتیکا)
آنتوزا (به لاتین: Anthousa) یک شهرک در یونان است که در Municipality of Pallini واقع شده‌است.